# Georg Rosenkilde
Georg Henricus Rosenkilde (født 15. november 1814 i Aarhus, død 23. maj 1891 sammesteds) var en dansk fotograf og skolemand.

## Virke som skolemand
Han var søn af af forfatteren, kgl. skuespiller C.N. Rosenkilde og Maren Falck Christensen. Han var halvandet år på Holckenhavns godskontor, blev 1837 exam.jur., volontør i Admiralitets- og Kommissariatskollegiet, 1848 sekretær og 1854 krigsassessor (frasagde sig titlen i 1877).
Rosenkilde oprettede 1849 sit eget institut i skrivning, Det kalligrafiske Institut i København. 1852 udgav han Retskrivningslære med Øvelser: For Haandværksstandens og Underofficeerklassens Underviisning, samt til Brug i Secretair Rosenkildes Skriveinstitut. Rosenkilde var lærer i skrivning for prins Christian (X). Da Rosenkildes hustru døde i 1889, sendte prinsen 10. december et kondolencebrev til sin tidligere lærer.
25. juli 1884 blev han Ridder af Dannebrog. Han fik også af sin tidligere elev, kong Georg 1. af Grækenland, den græske Frelserens Orden (5. grad).

## Fotograf
I 1863 åbnede Rosenkilde atelier i Vingårdsstræde 1 i København, hvor han bl.a. fotograferede skuespillere fra Det Kongelige Teater. Som fotograf stod især han bag mange portrætter af samtidige malere (se galleri nedenfor). Rosenkildes specialitet var et carte-de-visite med både portræt af kunstneren og en reproduktion af et af dennes malerier.
Rosenkilde har også fotograferet politikerne Carl Ploug, Nicolai Ahlmann, H.A. Krüger og C.C. Hall (1864), balletmesteren August Bournonville (1866), teologen N.F.S. Grundtvig (1867), digterne og forfatterne H.C. Andersen (1866), Jens Christian Hostrup, Meïr Aron Goldschmidt, Pauline Worm, Christian Winther, arkitekten Christian Hansen og komponisten H.C. Lumbye m.fl. Hvert fotografi er indklæbet i en litograferet ramme, som forneden bærer den pågældendes underskrift og med hans håndskrift en eller anden sentens, et vers eller lignende. I komponistens tilfælde er det noder, der er afbildet under komponistens portræt, og i arkitektens tilfælde er det en bygningstegning, der tjener som illustration. 
Nogle af billederne var allerede sjældne omkring år 1900. V.A. Secher beretter: "Jeg saa disse Billeder da jeg i 1869 kom til København i Boghandler Karl Schønbergs Boglades Vinduer i Kronprinsensgade, og de stode her i mange Aar. Jeg har nu i et Par Aar forgæves eftersøgt H. A. Krügers Billede derfor udsat mit Svar til Hr. v. Jessen. Først for ganske nylig er det ved Landsarkivar Hornemanns Anstrengelser lykkedes at skaffe et Eksemplar af Billedet til Stede."
Rosenkilde ægtede 24. februar 1849 Wassmine Cathrine Wassmann (23. august 1823 i Nakskov – 8. december 1889 i København), datter af arrestforvarer Johan Gottlieb Wassmann og 2. hustru Juliane Wolfermann.

## Galleri
- H.C. Andersen (1866)
- August Bournonville (1866)
- N.F.S. Grundtvig (1867, trykt senere)
- C.C. Hall (1864)
- Carl Holten
- H.C. Lumbye
- Holger Simon Paulli
- Pauline Worm
- Hans Andersen Krüger
- Christian Flor
- Christian Hansen
- Lauritz Prior
- Thorald Brendstrup
- Harald Foss
- Andreas Fritz
- Axel Schovelin
- Frederik Vermehren
- Janus la Cour
- Carl Baagøe
- Heinrich Buntzen
- David Monies
- Peter Raadsig
- Carl Balsgaard
- C.A. Kølle
- Godtfred Rump

- Wikimedia Commons har flere filer relateret til Georg Rosenkilde